# 宮崎県南部信用組合
宮崎県南部信用組合（みやざきけんなんぶしんようくみあい）は、宮崎県日南市に本店を置く信用組合。

## 概要
2024年現在、宮崎県に本拠を置く唯一の信用組合。
かつて宮崎県には信用組合が2組合（当組合と宮崎県北部信用組合）存在したが、このうち宮崎県北部信用組合が2006年9月をもって熊本県信用組合に合併されたため、当組合が県内で唯一の信用組合となった。

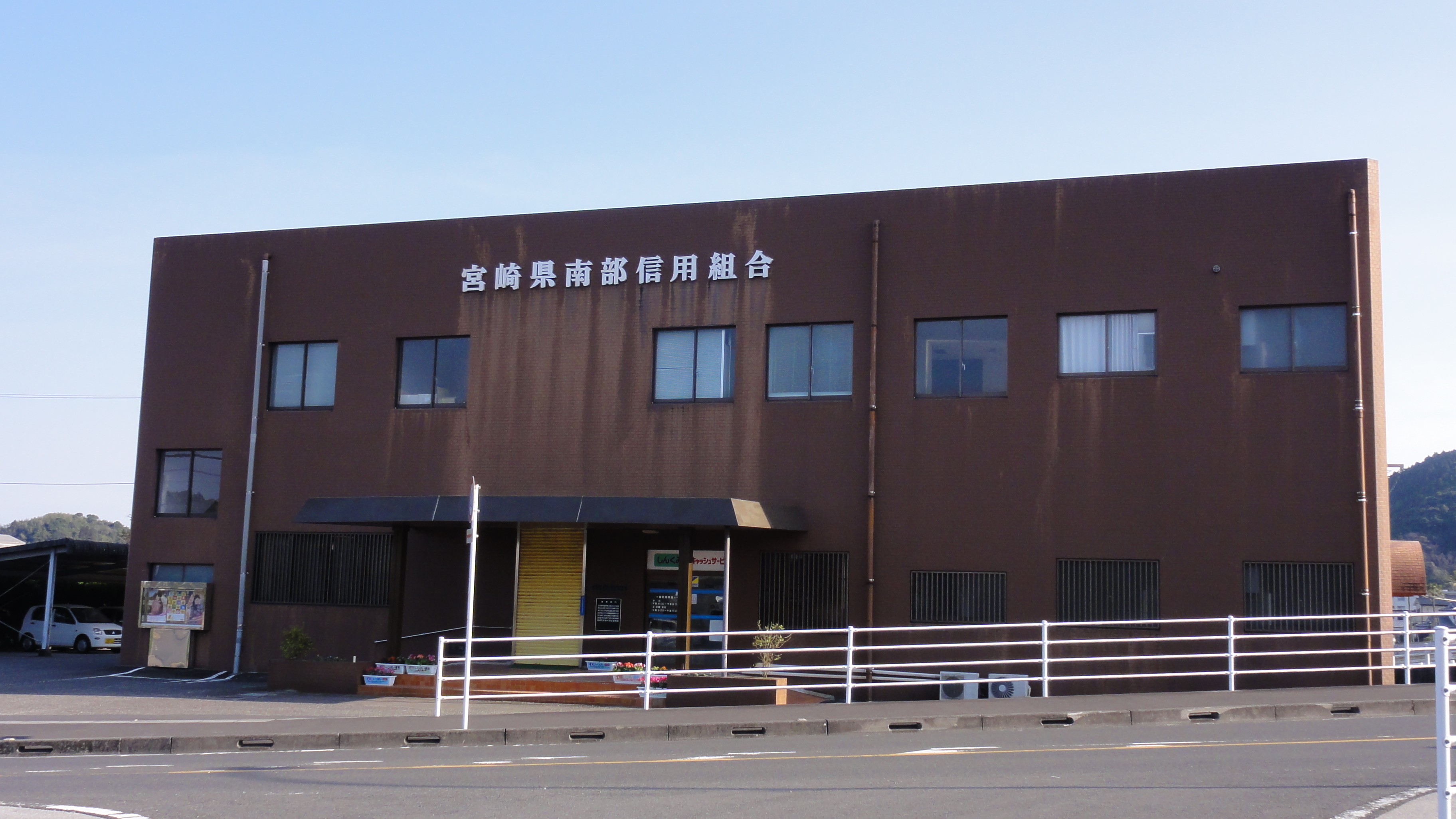
宮崎県南部信用組合南郷相談窓口（旧本店）

ATMでは、しんくみ お得ねっと提携信用組合のカードによる出金は自組合扱いとなる。

## 沿革
- 1928年5月 - 外浦信用組合を設立。
- 1957年8月 - 串間信用組合を設立。
- 1982年4月 - 外浦信用組合が串間信用組合を吸収合併し、宮崎県南部信用組合となる。
- 平成30年7月 - 営業エリアを日南市・串間市から宮崎県内全域に拡張。
- 令和元年5月 - 日南支店をリニューアルオープンし、併せて本部を日南支店2階に移転。
- 令和3年
  - 1月 - 日南支店の位置に本店を移転（日南支店は本店に統合）し、旧本店跡地に南郷出張所を開設、串間支店を串間出張所に降格。
  - 11月 - 串間出張所の窓口業務を本店に統合（串間相談窓口開設）。
- 令和4年11月 -南郷出張所の窓口業務を本店に統合（南郷相談窓口開設）。